# Blaumerle
Die Blaumerle (Monticola solitarius) ist ein Vogel aus der Ordnung der Sperlingsvögel und der Unterfamilie der Schmätzer. Bei der Blaumerle sind die Geschlechter leicht voneinander zu unterscheiden (Geschlechtsdimorphismus), die Männchen haben schwarz-blaues Gefieder, während die Weibchen grauschwarz mit hellen Flecken gefärbt sind. Mit etwa 20 Zentimetern Länge sind sie etwas kleiner als der Star, ihr scheues Verhalten erinnert jedoch eher an Schmätzer oder Drosseln.

## Lebensraum

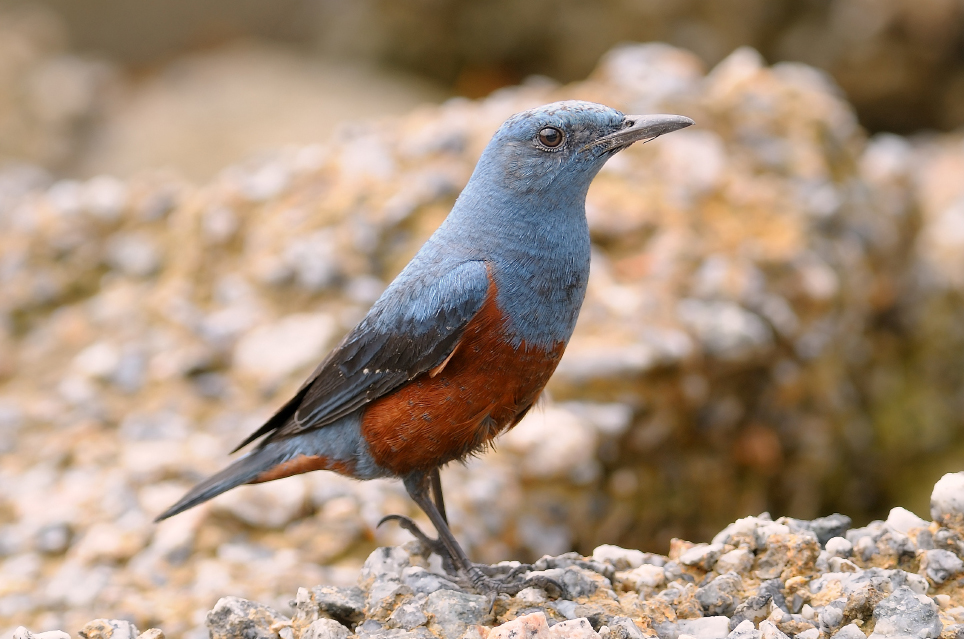
Männchen der Unterart M. s. philippensis

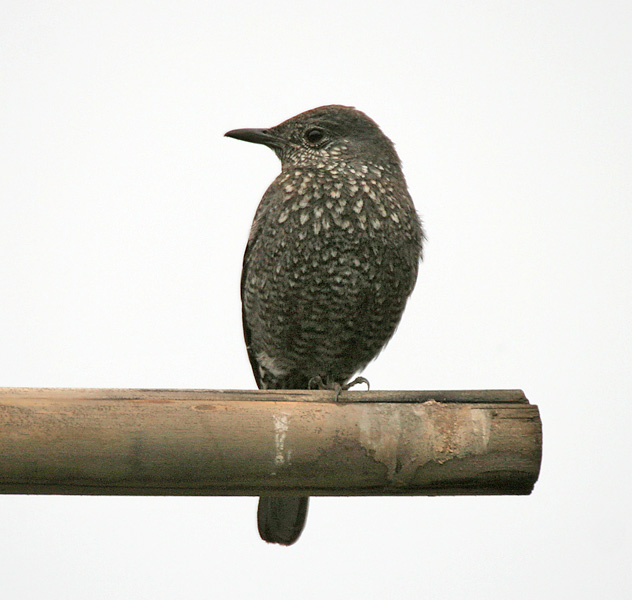
Weibchen der Blaumerle (Monticola solitarius pandoo)

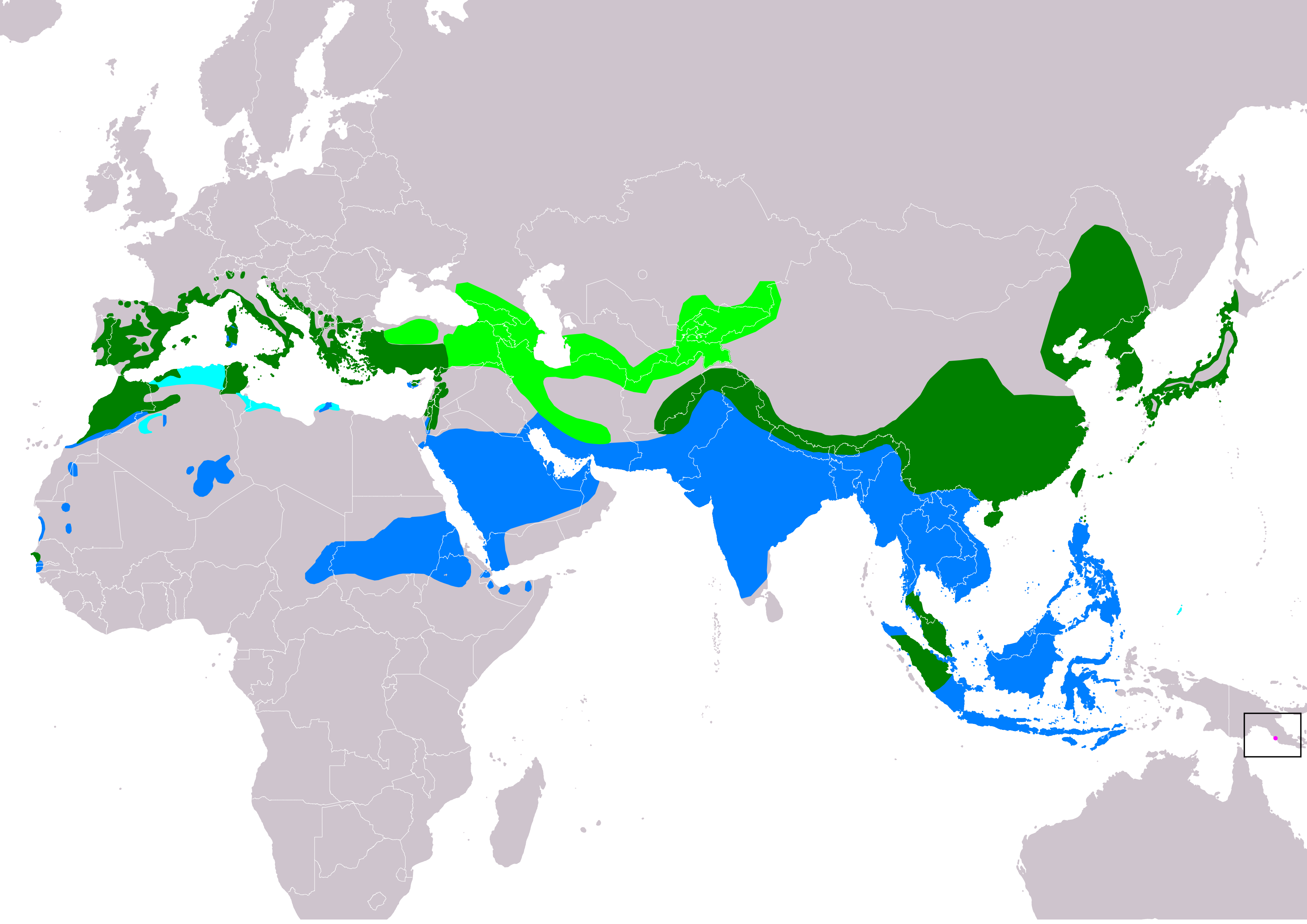
Verbreitung der Blaumerle:
Brutgebiete
Ganzjähriges Vorkommen
Migration
Überwinterungsgebiete
Streifzüge (Saisonalität unsicher)

Man findet diese Art in von Felswänden eingerahmten Gebirgstälern bis zu einer Höhe von 3.000 Metern, an felsigen Meeresküsten, in Ruinen oder teilweise auch in Ortschaften. Das Verbreitungsgebiet in Europa erstreckt sich über ganz Spanien und Portugal sowie andere Mittelmeer-Länder, so u. a. Italien und Griechenland. Für den Inselstaat Malta gilt die Blaumerle als Nationalvogel. Einzelne Exemplare sind auch auf der Insel Kreta gesichtet worden.
Im Jahr 2024 wurde eine Blaumerle in Oregon, USA photographiert.

## Fortpflanzung

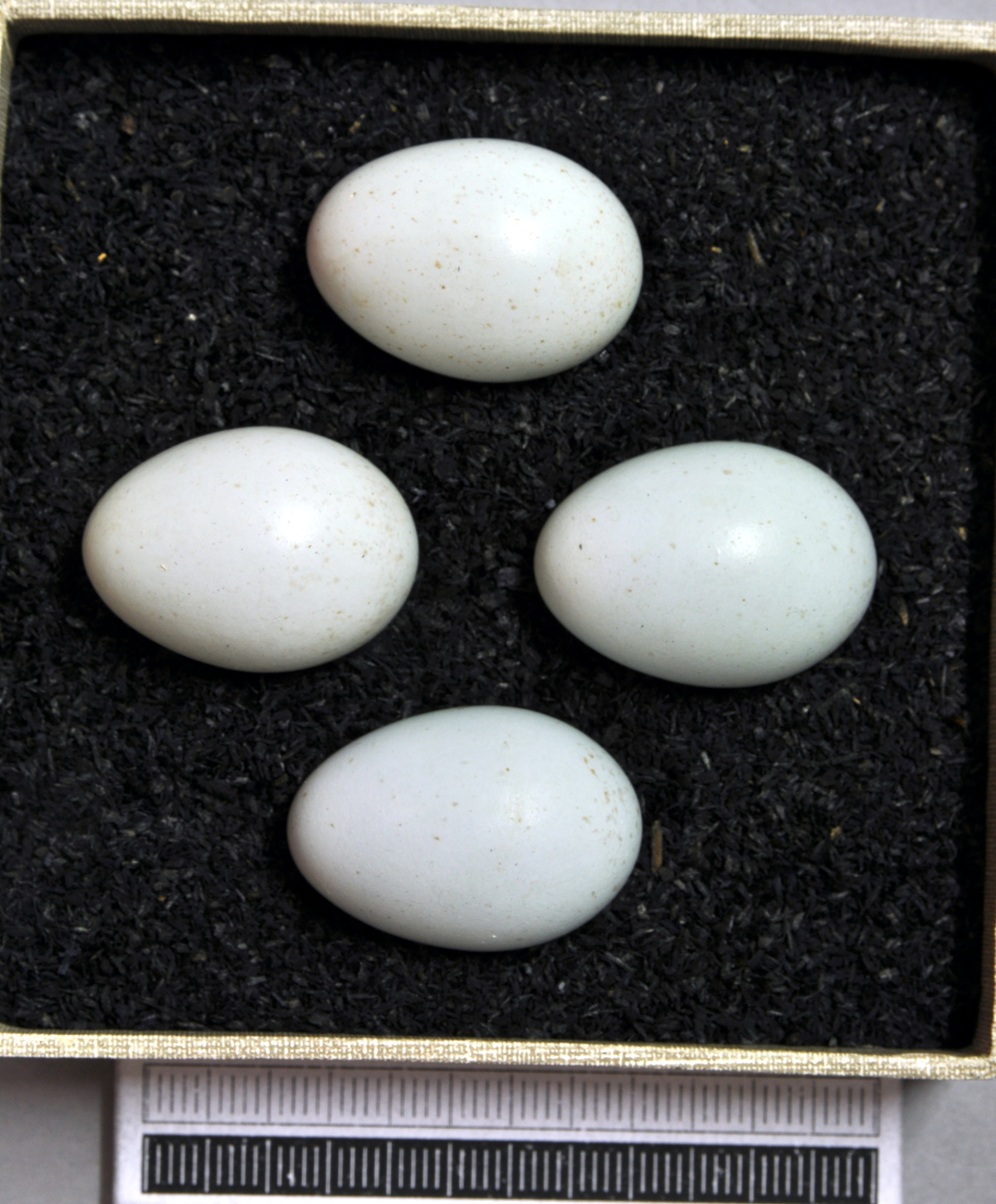
Gelege, Sammlung Museum Wiesbaden

Der weit schallende Gesang wirkt flötend und melancholisch. Besonders auffällig ist er, wenn andere Vögel abends oder während eines Regenschauers schweigen. Hin und wieder tauchen auch rauere Töne in der Melodie auf. Im Normalfall singt das Männchen von der Spitze einer Felskuppe, hin und wieder aber auch in einem Segelflug mit gespreiztem Schwanz, der mit einem Sturzflug endet. Jedes Paar hält sein Leben lang an einem Brutplatz wie einer bestimmten Felsspalte oder einem Hohlraum fest. Diesen sucht dieser Zugvogel Ende März auf, um ihn im September wieder zu verlassen. Das Nest wird wie das der Drossel hart gebaut und weich ausgelegt. Das Weibchen legt meist im Mai vier bis fünf blaue, manchmal rot gefleckte Eier in das Nest, die es in 12 bis 13 Tagen ausbrütet. 18 Tage verbringen die Jungen nach dem Schlüpfen im Nest, ehe sie Mitte Juni flügge werden. Danach streifen die Eltern gemeinsam mit ihrem Nachwuchs im Brutgebiet umher. Die Männchen bekommen erst im zweiten oder dritten Jahr während der Mauser ihr typisches Federkleid.

## Nahrung
Die Blaumerle gehört zu den Wartenjägern. Sie setzt sich auf eine Erhöhung und wartet darauf eine Beute zu erblicken. Die Nahrung besteht hauptsächlich aus Insekten und hin und wieder auch aus Beeren, die direkt vom Boden oder von Pflanzen aus aufgenommen werden. Sie lebt meist in der Nähe eines Gewässers, da sie viel trinken muss und täglich ein Bad nimmt.